# Геохимические карты
Геохимические карты — отображают закономерности пространственного распределения химических элементов в горных породах. Выявляют области рассеяния и зоны концентрации элементов в разных типах пород (изверженных, осадочных, метаморфических) в пределах различных структурных зон региона. Различают общие и частные Геохимические карты. Общие Геохимические карты составляются на основе аналитических данных, которые наносятся на геологические или тектоническую основу в виде химических символов различной величины и формы. Частные Геохимические карты обычно составляются для элементов, определяющих металлогения. и промышленную специализацию региона (напр., Си, Pb, Zn, Ni и др.) или для сопутствующих элементов-индикаторов, имеющих большое поисковое значение (например, S, As, Sb, F, Cl и др.). Изменения абсолютного или относительного (но сравнению с кларком) содержания каждого из элементов в породах на площади региона отображаются сменой цветов раскраски или изолиниями. Геохимические карты существенно дополняют данные прогнозно-металлогенических карт, способствуя выявлению перспективных площадей при поисках м-есторождений эндогенных и экзогенных полезных ископаемых.